# أحمد بن زين الدين الأحسائي
أحمد بن زين الدّين بن إبراهيم الصَّقَري الأحسائي (ق. 28 مايو 1753–27 يونيو 1826) (ق. 26 رجب 1166–22 ذو القعدة 1241) متكلم مسلم وفقيه جعفري مشرقي، الذي يُعتبر عميدًا لأحدى مدارسها الكلامية التي اشتهرت بلقبه بعد وفاته بالشيخية، إذ لُقِّب بـالشيخ الأوحد، ومازالت مستمرة إلى جانب الأصولية والأخبارية بين مدارس الشيعة الإثني عشرية.
ولد في قرية المُطَيْرَفي بإقليم البحرين/الأحساء في عائلة عربية عريقة وهم آل صقر من بنو خالد، ونشأ فيها في أيام صراع بين إمارتين عربيتين وهما الخالدية والدرعية للنفوذ في شرقي شبه الجزيرة العربية، وتأثر في طفولته من انعكاساته السلبية. درس في مسقط رأسه ومدينة الهفوف/الأحساء أولًا ثم سافر إلى العراق في 1773 وتعلم من علمائها منهم محمد مهدي بحر العلوم وجعفر كاشف الغطاء وحسين آل عصفور وغيرهم في النجف وكربلاء، ورجع إلى وطنه وتزوج فيه وسكن في البحرين بعد وقعة الشيط في 1792 لأربع سنين ثم عاد إلى العراق في 1798، وتنقل في إيالتين عثمانيتين وهما البصرة وبغداد حتى 1807. أمضى شطرًا واسعًا من حياته في إيران القاجاري والعراق العثماني بين سنوات 1809 و1826، يعلم ويدعو، وعُيِّن إمامًا وخطيبًا ومدرِّسًا دينيًا في يزد وكرمانشاه لسنوات عديدة، ودعاه فتح علي شاه القاجاري إلى العاصمة طهران وأقام بها لمدة عامين وذاع صيته، وسكن في أواخر عمره في مدينة كربلاء واستمر بالتدريس حتى حدثت خلافات بينه وبعض العلماء ومسؤولون حكوميون، ثم تركها متجهًا نحو مكة لأداء مناسك الحج للمرة الثانية في حياته، وتوفي قرب المدينة المنورة مريضًا عن عمر يناهز 75 عامًا، ودفن في البقيع. من أشهر تلاميذه كاظم الرشتي وحسن كوهر الحائري ومحمد بن حسين المامقاني. ردَّ على صدر الدين الشيرازي في كتابين له، وترك أكثر من مئة واثنين وثلاثين مصنفًا تقيد فيها بالتعاليم الشيعية الاثنا عشرية التي أغناها بتأمله الشخصي، وله أيضًا أشعار، وقد جُمِعَ الكثير من رسائله في مجلدين ضخمين أطلق عليهما جوامع الكِلَم.

## نسبه وأسلافه
هو أحمد بن زين الدين بن إبراهيم بن صقر بن إبراهيم بن داغر بن رمضان بن دهيم بن شمروخ بن صولة آل صقر المهاشير المطيرفي الأحسائي، وقد لقبوا بالمهاشير وهم بنو خالد، نسبة إلى جبل من تهامة اسمه مهشور كانوا يسكنونه. كان آباؤه من رمضان فما فوقه كلهم بدو من مسلمي أهل السنة والجماعة، وحدثت خلافات بين داغر وأبيه رمضان فاضطر داغر إلى الابتعاد عن جوار أبيه فترك البادية ونقل عائلته إلى الأحساء وسكن في قرية المطيرفي، وما مضت إلا مدة يسيرة حتى حول داغر مذهبه واعتنق الشيعة الاثنا عشرية، فصار هو وذريته من الشيعة.

## سيرته

### سنواته الأولى
ولد أحمد بن زين الدين الأحسائي في قرية المطيرفي شمالي مدينة الهفوف بإقليم الأحساء أو البحرين شرقي شبه الجزيرة العربية بإمارة بني خالد العربية حدود 26 رجب 1166/ 28 مايو 1753 ونشأ بها. هو من عائلة عربية عريقة وهم آل صقر من بنو خالد، ونشأ فيها في أيام صراع بين إمارتين عربيتين الخالدية والدرعية للنفوذ في شرقي شبه الجزيرة العربية وتأثر في طفولته من انعكاساته السلبية. درس في مسقط رأسه ومدينة الأحساء أولاً، كتب الأحسائي سيرته الذاتية بناءً على طلب ابنه محمد تقي، وذكر فيه عن طفولته. فكثيرًا ما كان يحصل له وهو يلعب مع الآخرين أن يتركهم فجأة وينعزل عنهم، وذلك لأنه يستغرب بغتة مما كان قد اعتاده وأنسه حتى تلك اللحظة وقال:
فكان يميل إلى الوقوف على بقايا وخرائب، وتتركز كل مشاعره في خواطر حزينة. وقد ذَكَر انخفاض التعليم في بلدته، ولا يعرفون شيئًا من الشريعة الإسلامية، بل كانوا حسب ما قاله يجتمعون صغارًا وكبارًا في مجامع، ويجتمعون فيها بالطبول والزمور والملاهي والغناء، وكان هو في صغره لا يصبر على الحضور معهم ساعة. حتى حصل ذات يوم أن جاءه رجل، لم يذكر اسمه ووصفه «رجل من أقاربنا، من المقدمين في طرق الضلالة، المتوغلين في أفعال الغواية والجهالة»، وأراد منه مساعدته على نظم عدة أبيات من الشعر، إلا أنَّ أحمد لم يكن على معرفة بالنحو والصرف. فذهب إلى أحد أقربائه واسمه الشيخ محمد بن محسن كان يدرس النحو في بلدة قريبة اسمها القرين، فسأله أحمد عن أول شيء يقرأ فيه من النحو، وأجابه «عوامل» لعبد القاهر الجرجاني. فأخذها منه وكُتُبها، وذهب إلى البيت وتظاهر بالنوم والأوراق في يده، فنظر فيها أبوه، وشَعَر برغبة ولده في التعلم، وقرَّر أن يرسله برفقة صديقه ليتعلم على يد ذلك الشيخ.

فبدأ أحمد الأحسائي القراءة والكتابة وختم القرآن وعمره خمس سنين تحت رعاية والده علي محمد بن محسن الأحسائي، وقرأ كُتُب «الآجرومية» و«عوامل» الجرجاني وبعض العلوم الأخرى عليه. بقي يحضر دروس المشايخ في الأحساء وأكمل خلال سنوات المبادئ والمقدمات والسطوح من أساتذته في الأحساء عبد الله بن حسن الدَّندَن وقطب الدين محمد الحسيني التبريزي.

### تعليمه في العراق
ذهب أحمد إلى العراق العثماني في 1186 هـ/1773 م وهو ابن عشرين سنة لاستكمال دراسته الدينية. نزل أولًا في كربلاء وحضر فيها مع عدد من علمائها، ثم سكن النجف وظل ينتقل بينها وبين كربلاء، ملازمًا حضور دروس العلماء في النجف وكربلا، منهم حسين العصفور ومحمد باقر الوحيد البهبهاني ومحمد مهدي بحر العلوم وجعفر كاشف الغطاء ومير سيد علي الطباطبائي، وهو أول أستاذ أجازه بعد ما اطلع على أثره «شرح التبصرة»، ثم حصل على إجازات وحق الرواية عن كل من أحمد بن حسن الدمستاني في 1205 هـ/1790 م، وحسين العصفور في 1214 هـ/1799 م، وجعفر كاشف الغطاء في 1209 هـ/1794 م، ومحمد بن حسين بن أحمد القطيفي، ومحمد مهدي بحر العلوم في 1209 هـ/1794 م، ومهدي الشهرستاني في 1209 هـ/1794، وموسى بن جعفر كاشف الغطاء.
برأي هنري كوربان لم يذكر أحمد الأحسائي في أي موضع اسمًا لأي أستاذ يعتبر نفسه مدينًا له بعلمه، ومع هذا فقد كانت له علاقات مع أساتذة كثيرين، وكانت له مساءلات وإجابات مع المشايخ والشخصيات الفقهية في ذلك العهد، وكان من آثارها أنهم كانوا يكرمونه، وقد حصل طوال سنوات إقامته في العراق العثماني على إجازات مفصلة منهم.
بعد أن مكث حوالي عشرين سنة في العراق العثماني عاد إلى وطنه الأحساء في 1793 بسبب الطاعون الذي اجتاح العراق العثماني في أواخر القرن الثاني عشر الهجري، فتزوج بها لأول مرة. وبعد مدة انتقل إلى الهفوف وسكن بها زمنًا، ثم هاجر مع عائلته إلى البحرين وسكنها أربع سنين.
رجع إلى وطنه وتزوج بها وسكن في البحرين بعد وقعة الشيط في 1792 لأربع سنين ثم عاد إلى العراق في 1798، وتنقل في إيالتين عثمانيتين وهما البصرة وبغداد حتى 1807.

### في إيالة البصرة وبغداد
في عام 1212 هـ/1798 م عاد إلى العراق لزيارة المشاهد الشيعة، وبعدها سكن في البصرة في محلة جسر العبيد على عهد حاكمها علوان بن شاوه، وبعد قليل حدثت خلافات بينه وبين محمد بن مبارك القطيفي الذي كان يقيم هناك، فاضطر إلى نزول في الحبارات من قرى البصرة، وبعد فترة نزل تنومة ثم نزل النَّشوة، فعرض عليه عبد المنعم بن شريف الجزائري أن ينزل في قرية تعود له تُسمى الصفاوة أو الصفاء، فحلَّها في عام 1219 هـ/1805 م، وبقي بها مع أهله سنة كاملة، فلم يكن مكان أسوأ منها في نظره من حيث الهواء والتراب، فذمها في قصيدة مطلعها:
ترك الأحسائي عائلته في شط الكار (وهي منطقة وسطية بين الناصرية والسماوة ونهر الفرات) وتوجه إلى سوق الشيوخ بالقرب من الناصرية بإمارة المنتفق، وكان فيها ولده محمد تقي فخلف ولده عبد الله عند أخيه لطلب العلم، وتوجه إلى البصرة ونزل فيها وأرسل إلى زوجه من جاء بهم وأسكنهم في البصرة بعد أن استأجروا دارًا لهم، فمكث في البصرة حوالي تسع سنين من 1212 هـ/1797 م حتى 1221 هـ/1806 م. وفي عام 1221 هـ/ 1807 م زار النجف مع جمع من تلامذته.

### في يزد وطهران

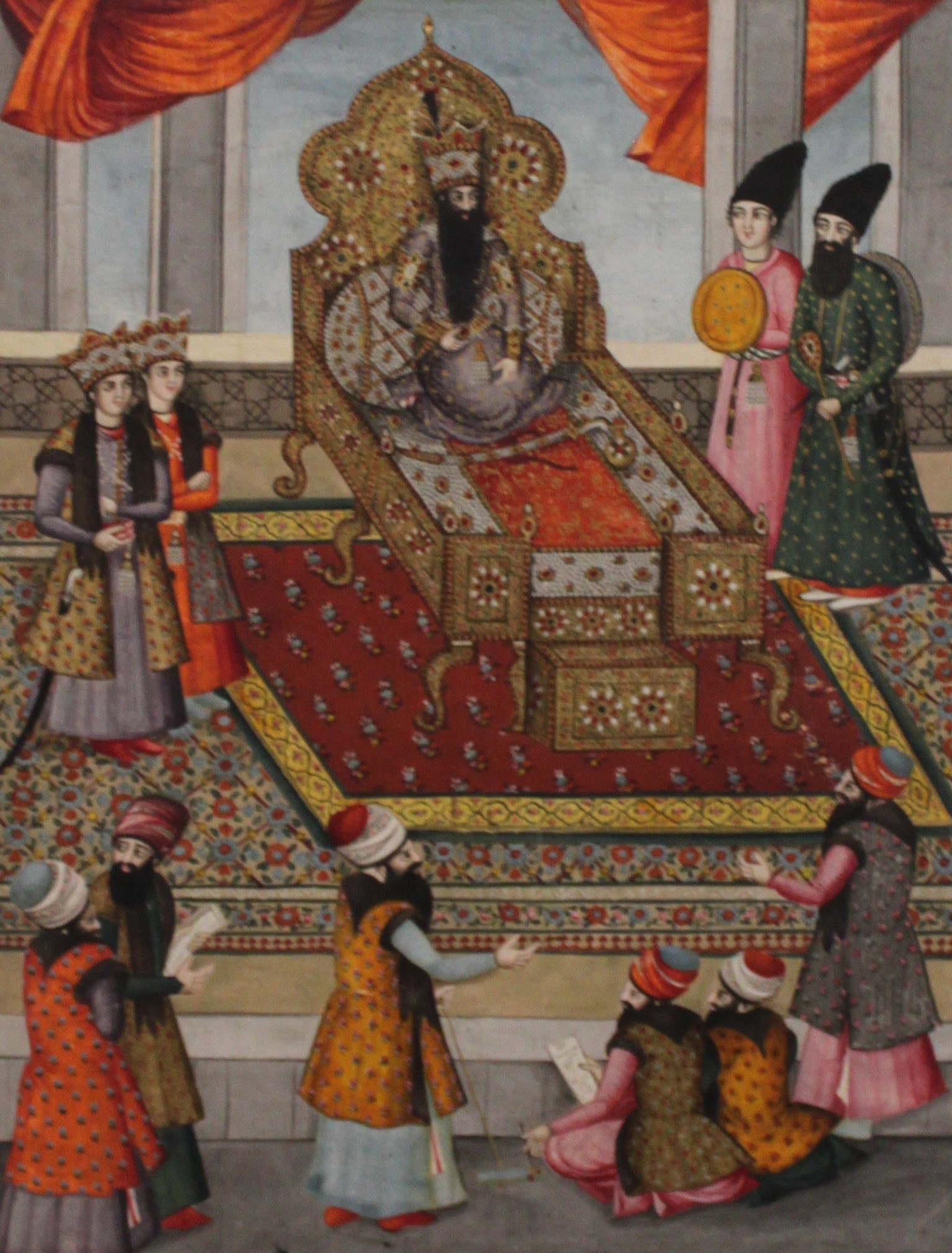
تلقى أحمد الأحسائي دعوة من ثاني سلاطين الدولة القاجارية فتح علي بن أغا محمد شاه فارس من 1797 إلى 1834 ليقيم في عاصمته طهران، فأقام الأحسائي فيها سنتين 1807 - 1809 مكرمًا في بلاطه.

أمضى شطرًا واسعًا من حياته في إيران القاجاري والعراق العثماني بين سنوات 1809 حتى 1826، يعلم ويدعو، وعُيِّن إمامًا وخطيبًا ومدرِّسًا دينيًّا في يزد وكرمانشاه لسنوات عديدة، ودعاه فتح علي شاه القاجاري إلى العاصمة طهران.
عزم أحمد بن زين الدين على السفر إلى مشهد في عام 1221 هـ/1806 م، لزيارة ضريح الإمام الثامن لدى الشيعة الاثنا عشرية علي الرضا، وهذا السفر أدى إلى إقامة أُولى له في إيران القاجاري لفترة امتدت قرابة عشر سنوات، وسار برفقة أسرته وبعض أصدقائه من البصرة، وسلك في مسيره طريقًا غير مألوف انتهى به إلى يزد فسكن بها مدة وجيزة، ويقال منها توجه نحو كرمان، وهناك خلافات بين الكتاب سيرته لكونه في كرمان، ومصدر الوحيد لهذه المرحلة من حياته هو كتاب دليل المتحيّرين لكاظم الرشتي، ووصف الرشتي أنه لم يكن يمضي يومًا للأحسائي فيها إلا وتقام فيه مجالس المناظرة والبحث، ويطلب إليه فيها حل المسائل وشرحها. ثم عاد إلى يزد ومكث فيها مدة، وبعدها ذهب منها إلى مشهد، وبعد رجوعه سكن يزد يقضي معظم أوقاته بالتعليم والتأليف، والرَّد على الأسئلة التي كانت تأتيه من أنحاء بلاد فارس، وقد ذاع صيته.

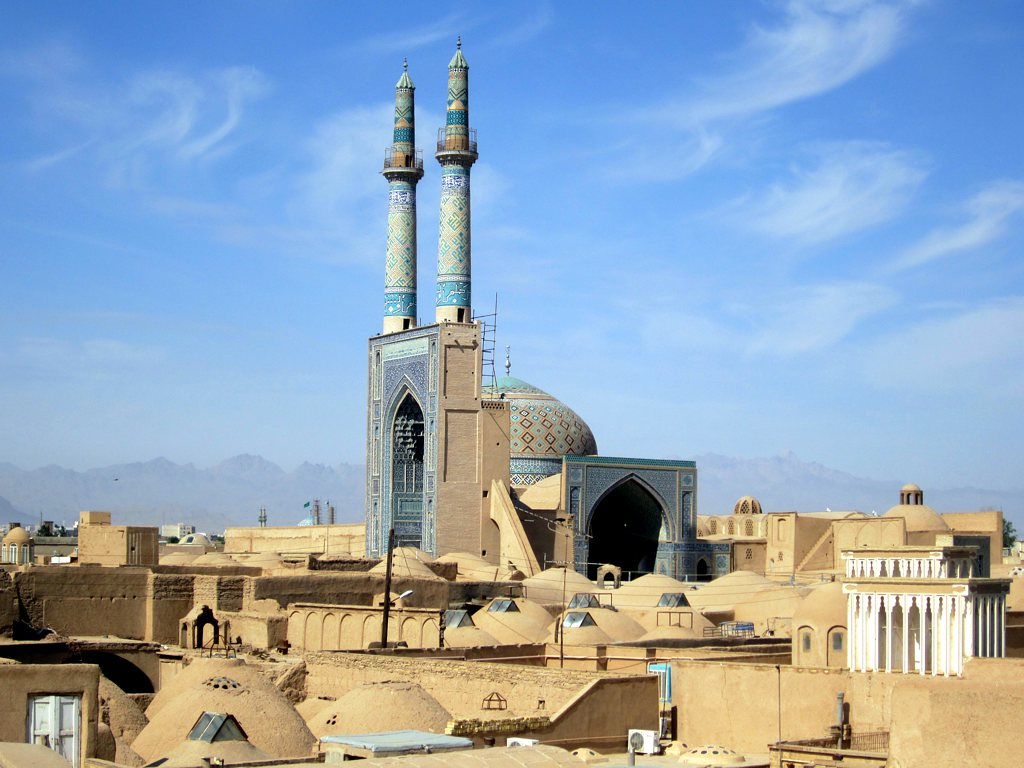
ورد الأحسائي مدينة يزد في سنة 1806 في طريقة إلى مشهد، وأقام بها إمامًا وخطيبًا ومرجعًا للتقليد من 1809 حتى 1814.

كتب فتح علي بن أغا محمد له حينذاك رسالة عبَّر فيها عن فائق تقديره واحترامه ورغبته في لقائه، واستعداده للقدوم بنفسه إلى يزد، وأقام بها لمدة عامين وذاع صيته هناك، وقرر أحمد بعدها أن يسافر إلى طهران، إلا أنه كان يفضل الإقامة في يزد، فأراد فتح علي شاه إلى لقائه فكتب إلى حاكم يزد أن يسيره إلى العاصمة طهران مكرمًا، وامتنع الأحسائي من إجابة طلبته فكتب إليه الشاه يدعوه فأصر على الرفض، فأعاد الشاه إليهم أن يلتمسوا له بالقدوم فأجاب أحمد الأحسائي بالقبول فعزم المسير، وكانت في خلال ذلك مراسلات متعددة بينه وبين الشاه فارس، فعزم أحمد إلى طهران وأرسلوا في خدمته الميرزا علي رضا، وكان في صحبته متولي خدمته حتى وصل إلى دار السلطنة بطهران، فأكرمه فتح علي شاه واجتمع به مع علماء طهران والرِّي، وسأله السلطان في مسائل علمية أجاب عنها أحمد له برسائل مستقلة بعنوان الرسالة الخاقانية، وأراد الشاه أن يبقى أحمد معه في طهران يعينه على إدارة الحكم، ولكن أحمد رفض محتجًّا أن هذا الفعل إهانة للملك وله نفسه، وبعد أن أقام في طهران سنتين مكرمًا في بلاط القاجاري من 1222 هـ/1807 م حتى 1224 هـ/1809 م، خَيَّرَه فتح علي شاه في أن يسكن في أي مكان في بلاد فارس، فاختار أحمد مدينة يزد، وبعد رجوعه من طهران سكن يزد مجددًا، وقد ورد بها في غرة صفر 1224 هـ/17 مارس 1809 م، مشتغلًا بالتدريس وكان مجلس درسه حاشدًا بالطلاب ومسجده مكتظًّا بالمصلين، وقام بنشر أفكاره في الحكمة المتعلقة بأحوال المبدأ والمعاد وبعض القواعد الفلسفية المهمة التي انفرد في طرحها.
في سنة 1226 هـ/1811 م عزم أحمد على زيارة العتبة الرضوية للمرة الثانية، فصحب ولده علي وبعض زوجاته فزارها وعاد إلى يزد، وفيها اجتمع مع بعض علمائها، وبعد عودته إلى يزد عزم على الإقامة فيها واشترى له دارًا وبنى دارًا أخرى بجنب تلك الدار، وكانت مدة إقامته في يزد منذ دخولها أول مرة حتى خروجه إلى كرمانشاه خمس سنوات من 1224 هـ/1809 م حتى 1229 هـ/1814 م، وخلال هذه الفترة نشر جلّ أفكاره في الحكمة والعقائد والفقه والأصول وغيرها، وفي أيام إقامته فيها وتدريسه علم الكلام حضر عنده كاظم الرشتي من جيلان الذي أصبح بعد ذلك من أبرز تلاميذه، ثم ترك أحمد يزد في سنة 1229 هـ/1814 م، وقال أنه ما تركها لضيق أمور معاشه ولا لعدم احترامه بين الناس، وإنما رغبة في مجاورة العتبات المقدسة الشيعية في العراق، وكان بصحبته تلميذه كاظم الرشتي متجهًا نحو كرمانشاه في غرب إيران، ومر بأصفهان، فسكنها أربعين يومًا، وحصل فيها إقبال شديد على كتبه، وأخذوا ينسخون على كل واحد منها نسخًا عديدة، حيث كانت أصفهان آنذاك مركزًا لعلماء المذهب الجعفري.

### في كرمانشاه

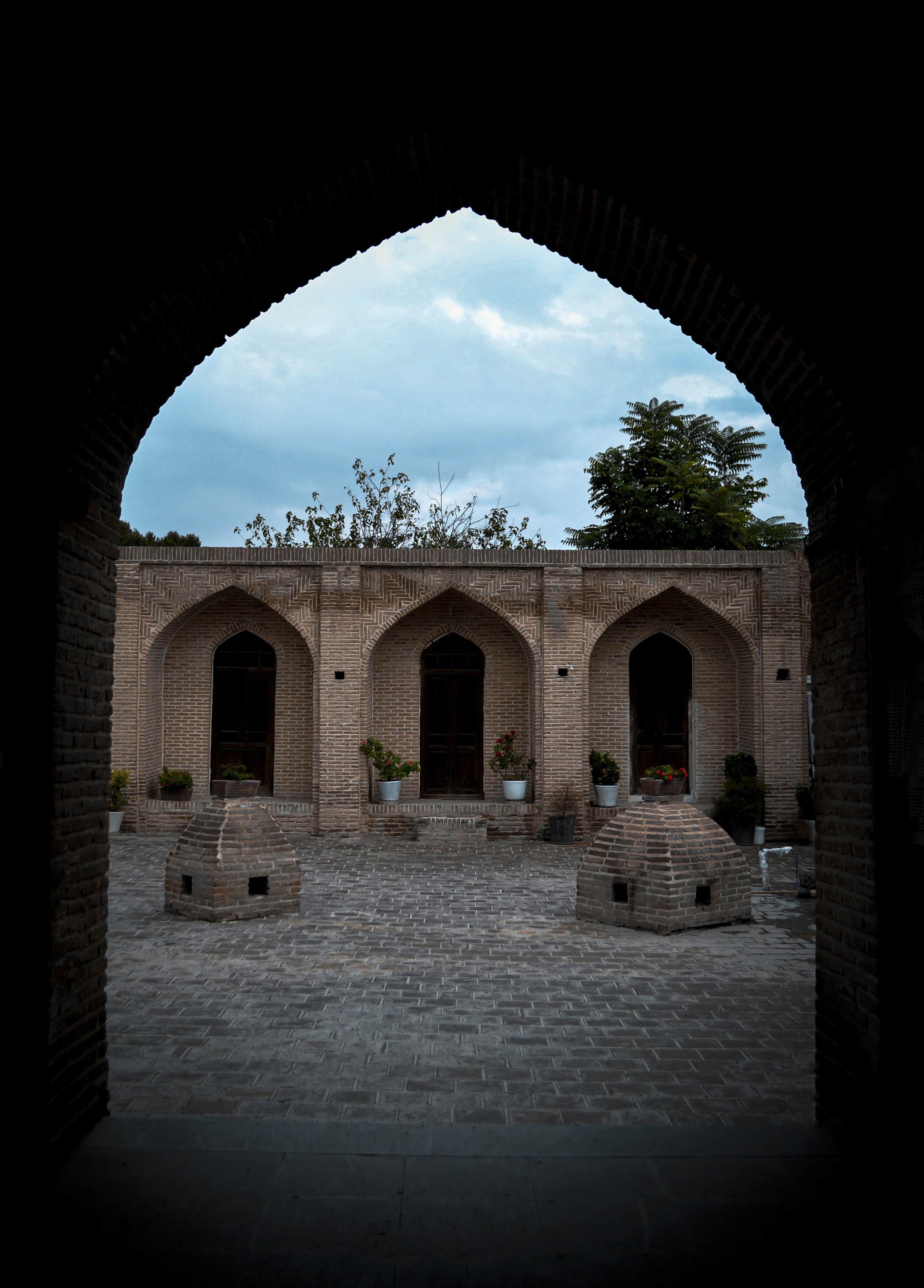
مسجد دولتشاه في مدينة كِرمانْشاه الإيرانية، شيّده محمد علي ميرزا دولتشاه بجوار قصره، وعُيِّن أحمد الأحسائي إمامًا فيه بجوار بلاطه وأهله ليقوم بالشؤون الدينية والتعليم.

طلب محمد علي بن فتح علي شاه من أحمد أن يسكن في كرمانشاه، وكان هو واليًا عليها من قبل أبيه السلطان، فنزلها أحمد في 2 رجب 1229/19 يونيو 1814 وهو في طريقه إلى العراق واستقبله الميزرا وأعطاه ألف تومان لأداء ديونه، وجعل له الميرزا محمد علي مرتبًا سنويًا قدره 7000 تومان.

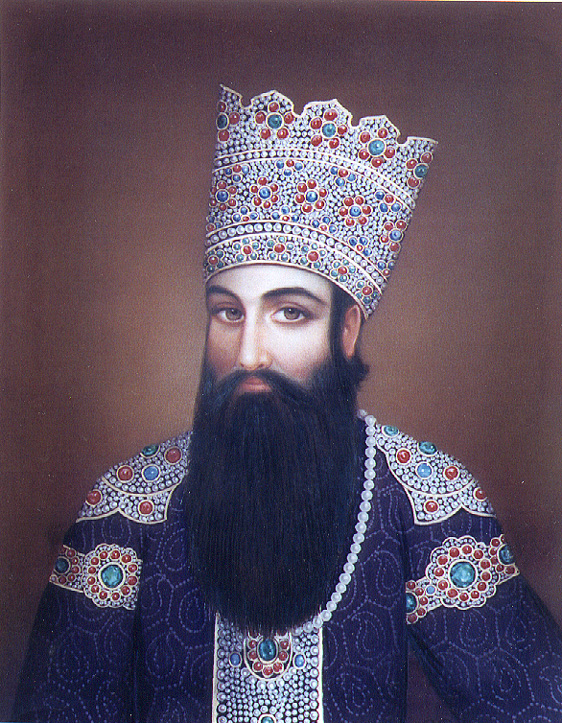
لوحة عن محمد علي الميرزا دولتشاه القاجاري (4 يناير 1789–22 نوفمبر 1821)، الذي كان حاكمًا لإقليم كرمانشاه لـ15 عامًا منذ 1806 حتى وفاته حينما سكن أحمد الأحسائي بها.

كانت مدة إقامته فيها أكثر من سنتين من 1229 هـ/1814 م حتى 1232 هـ/1817 م، وفيها أجاب في عدة رسائل عن عدة مسائل لكثير من العلماء، وفي خلال إقامته بكرمانشاه زار العتبات المقدسة الشيعية في العراق مرات عديدة، فذهب إلى النجف وكربلاء والكاظمية وسامراء، وقضى فيهم كلهم مدة، ثم عاد إلى كرمانشاه وبقي فيها نحو ثلاث سنين، وتكررت زياراته وكان يمكث في كل مدينة عراقية لفترة طويلة.
حققت مدينة كرمانشاه خلال حكم محمد علي ميرزا لـ16 عامًا نموًا كبيرًا في التنمية والتجارة والأمن غير مسبوق حتى ذلك الحين، فجاء التجار الكبار إلى تلك المدينة في عهده واستقروا فيها، كما بُنِيَ خلال هذه الفترة 29 مبنى مهم مثل مبنى ديوانخانة الذي يضم نحو اثني عشر قصرًا، ومسجدًا بجواره والذي يعرف بمسجد دولتشاه حاليًا، وقد عُيِّن أحمد الأحسائي إمامًا في هذا المسجد لبلاطه وأهله وكان الأحسائي يقوم بالشؤون الدينية ويشرح لهم الأمور الدينية من ذلك المسجد.
وفي سنة 1232 هـ/1817 م عزم على الحج للمرة الأولى ومعه بعض اتباعه وتلاميذه فخرج عن طريق البادية، فوصل إلى دمشق في أواخر شهر شعبان تلك السنة فصام رمضان فيها وتحرك إلى المدينة المنورة في منتصف شوال فوصلها في 22 ذو القعدة، وبعد تمام المناسك رجع إلى العراق من طريق نجد والجبل، ووصل النجف في ربيع الثاني 1233 هـ/7 فبراير 1818 م، وبقي فيها ثمانية أشهر، ثم عاد إلى كرمانشاه في 4 محرم 1234 هـ/2 نوفمبر 1818، فاستقبله محمد علي الميرزا وأقام فيها مدة مشغولًا بالتدريس، واستمرت إقامته هذه المرة في كرمانشاه حوالي خمس سنوات، وبما أنها تقع على طريق القوافل الذاهبة من إيران إلى العراق فقد أتيح له مصاحبة عدد كبير من رفاقه خلال مرورهم، إلا أن سلسلة من الكوارث وقعت هناك، إذ توفي الوالي محمد علي ميرزا في 22 نوفمبر 1821، ثم اخربت نواحي كرمانشاه واقحطت على أثر قيام الحرب بين القاجارية والعثمانية، وأتى سيل عظيم هدم ربوعها ثم أعقب ذلك وباء شديد وانتشر الوباء في جميع بلاد فارس والعراق العثماني خلال سنوات 1812–1819 م، فعزم الأحسائي على تركها إلى مشهد برفقة زوجته.

### متنقلًا في إيران

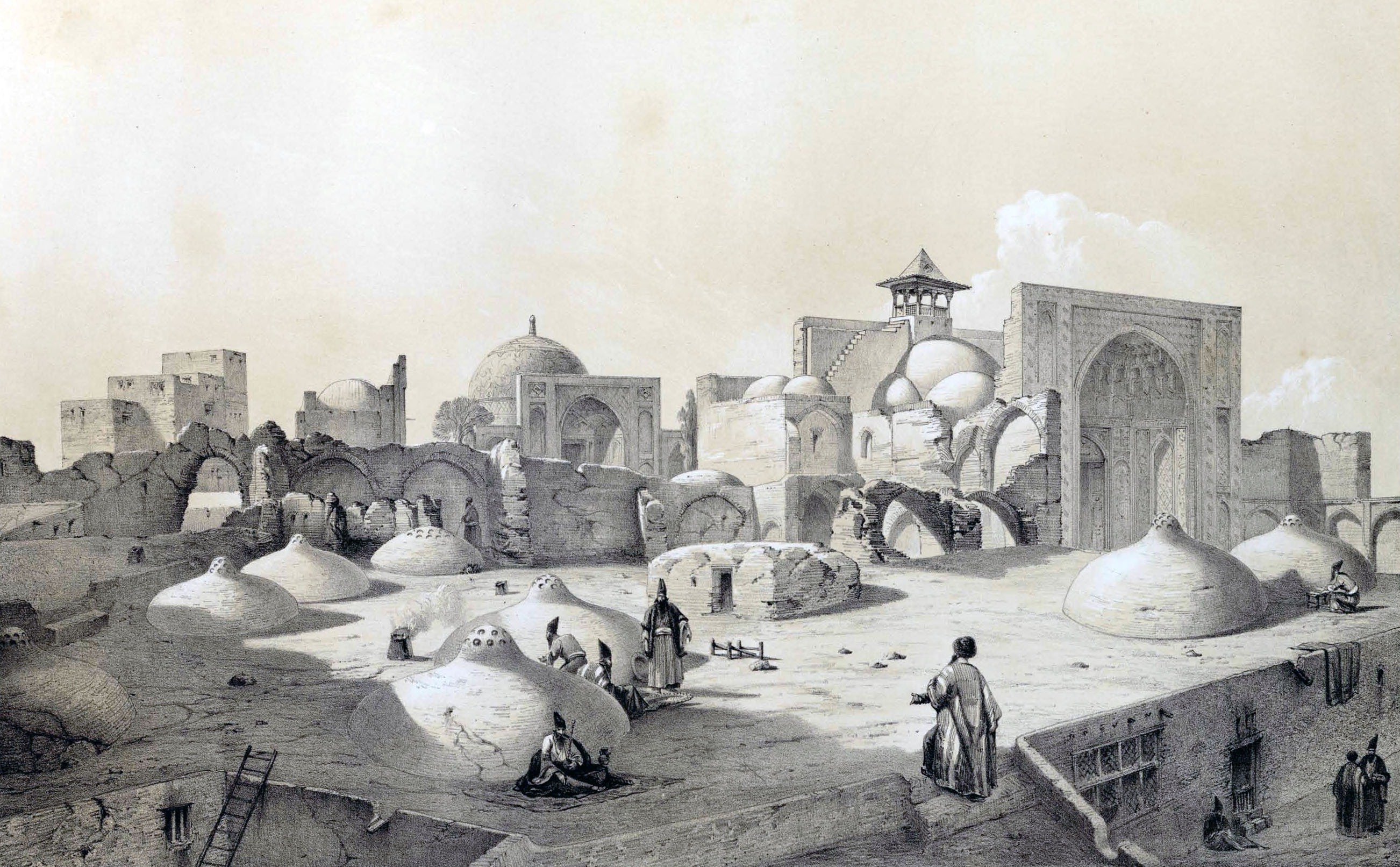
سكن الأحسائي في قزوين مدة وجيزة، وكان إمامًا في مسجدها الكبير بدعوة عبد الوهاب القزويني، وفي خلال حضوره فيها قام أشهر علمائها محمد تقي البرغاني بتكفيره بسبب رأيه في المعاد الجسماني.

سكن الأحسائي قزوين أولًا، وفي خلال حضوره طُرِحت في الاجتماع الذي عُقِد فجأة وبدون مقدمات باقتراح محمد تقي البرغاني قضية المعاد الجسماني عند الأحسائي، والبرغاني كان أشهر علماء قزوين والزعامة منحصرة فيه وقام بتكفيره، والجماعة الذين حظروا الاجتماع منهم محمد التنكابني ومحمد الخالصي لم يؤيد البرغاني في فكرة التكفير إلا أربعة أو خمسة أشخاص منهم، ولم يكونوا من المجتهدين والشخصيات البارزة، وبقي التنكابني محايدًا، وقال أن البرغاني لم يستطع لا في ذلك اليوم ولا بعده أن يعقد مجلسًا يحصل فيه تأييد جميع الحاضرين في موضوع التكفير ولو ظاهرًيا، وفي قزوين تعرفت طاهرة قرة العين -والبرغاني هو عمها ووالد زوجها- على معتقدات أحمد الإحسائي، وفي خلال السنوات التي قضاها في كربلاء أصبحت أكثر دراية بأفكار الشيخية واعتنقها.

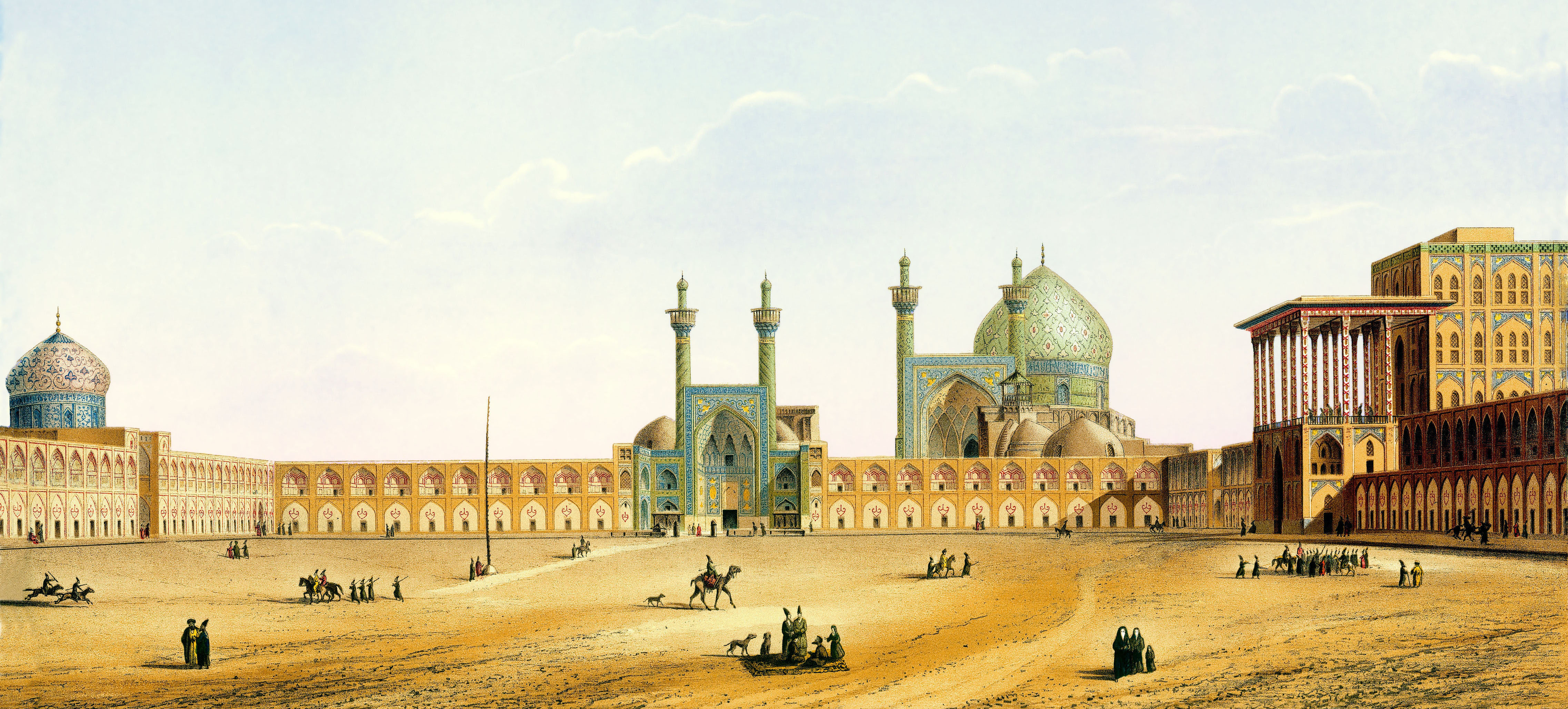
لوحة من 1840 لميدان نقش جهان في أصفهان، وكان الأحسائي هو الذي يؤم صلاة جماعتهم في مسجد الشاه (مركز الصورة) في شهر رمضان 1239 هـ/مايو 1824، وتتمدد صفوف المصلين خارج المسجد، حتى تبلغ الساحة نقش جهان.

ثم انتقل الأحسائي بعد هذه الحادثة في إيران إلى قم ثم طهران ثم الرِّي، ثم اتجه إلى مشهد الرضوية فماتت إحدى زوجاته ودخل خراسان مع اشتداد الوباء، فمكث اثنين وعشرين يومًا في مشهد، وذهب إلى تربت الحيدري فاستقبله حاكمها، ثم ذهب إلى طبس واستقبله أيضًا حاكمها، وسار منها في قافلة صغيرة على طريق قرى صحراء كوير باتجاه يزد وكان الطريق مليئًا بقطاع الطرق، فأرسل حاكم طبس مفزرة من الخَيَّالة ومفزرة من المشاة برفقة القافلة لحمايتها.
وصل الأحسائي إلى يزد برفقة الموكب العسكري، ولم يطل مكثه فيها وبعد ثلاث شهور توجه إلى أصفهان، وحل في دار عبد الله أمين الدولة، فطلبوا منه البقاء فأرسل أهله مع ولده عبد الله إلى كرمانشاه وقضى شهر رمضان في أصفهان إمامًا وخطيبًا، وأكرمه أمين الدولة حتى أهداه قرية كمال آباد، وفيها استُقْبِل بحفاوة حارة وشارك في استقباله الحكوميون والوجهاء وجميع الأهالي، وكانوا يعرضون عليه أسئلتهم، وكان هو الذي يؤم صلاة جماعتهم في مسجد الشاه، وتتمدد صفوف المصلين خارج المسجد حتى تبلغ الساحة ميدان نقش جهان، وفي أحد الليالي أراد الأحسائي معرفة عدد المصلين، فأحصى ستة عشر ألفًا تقريبًا، وقال هنري كوربان حول هذا «ينُمَّ هذا الاحترام الوفير والثناء الفائق عن أن حقيقة التشيع كلها كانت تتجسد في شخص الشيخ أحمد الأحسائي وتعاليمه. ويجب الحكم على حادثة قزوين المؤلمة في ظل هذا الاحترام والثناء.»
في 10 شوال 1239 ترك الأحسائي أصفهان وذهب إلى كرمانشاه فمكث فيها سنة، ثم عزم على إقامة بالعراق، وكتب في هذه الفترة منذ 1234 هـ/1818 م وحتى سفره الأخير إلى العراق العديد من الأجوبة والرسائل.

### سنواته الأخيرة في كربلاء
سكن أحمد بن زين الدين الأحسائي أواخر عمره في مدينة كربلاء واستمر بالتدريس حتى حدثت خلافات بينه وبعض علماء ومسؤولون حكوميون، فتركها متجهًا نحو مكة لأداء مناسك الحج للمرة الثانية في حياته، وتوفي قرب المدينة المنورة مريضًا عن عمر يناهز 75 عامًا، ودُفِن في البقيع.

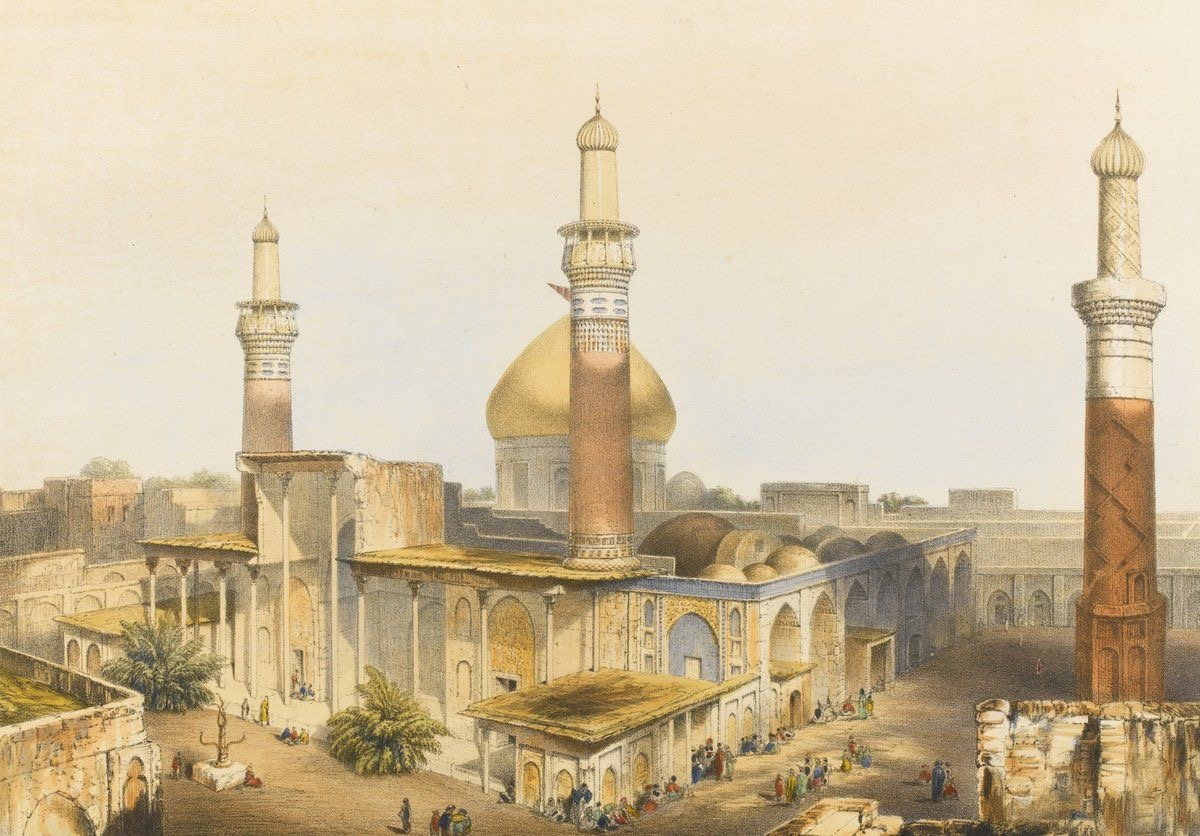
رسم توضيحي لمدينة كربلاء في 1850، حيثما قصده الأحسائي للتعليم بعد أن غادر وطنه، وقام بالتدريس فيها ونزلها مستوطنًا في سنواته الأخيرة.

وبعد كل ذلك عزم إلى العراق فتوجه إلى كربلاء ونزلها مستوطنًا، واشتغل بالتدريس وكان يُدَرٍّس أصول الفقه وأصول الدين والحديث والتفسير والفقه وغيرها، ومعظم تدريسه كانت في كتب «أصول الكافي» و«الاستبصار» وغيرهما، واستمر في تدريسه حتى حدثت خلافات بينه وبين بعض العلماء الأصوليين، إذ استمر البرغاني بمعارضته وكان يكاتب فقهاء كربلاء والنجف ممن كان يتأمل منهم الوقوف إلى جانبه، وبقي يبعث لهم الرسائل تلو الرسائل، التي يحرضهم فيها حتى وصل الأمر إلى الوالي العثماني للعراق داود باشا، وأخذ الأحسائي يرد على الرسائل بأسلوب علمي وحجج ويفسر أقواله المشتبه بها، وتبرَّأ علنًا من كلِّ ما يخالف عقائد الشيعة الإمامية وأنه لم يقل ذلك في مجلس أو يسجِّله في كتاب، وصرَّح مرارًا بأن للكلام ظاهرًا وباطنًا وأن بعض العبارات القابلة للتأويل لا يمكن الأخذ بظاهرها ممن لم يعرف المصطلحات الخاصة، وقد أدى هذا إلى خلق أجواء غير مناسبة له، فبعد إثارة النزاعات قرر أن يهاجر من كربلاء بعد أن خلفه تلميذه كاظم الرشتي وكيلًا عنه وزعيمًا لأتباعه ومقلديه فيها، فأتجه إلى الحجاز ليحج للمرة الثانية في 1241 هـ/1826 م وكان معه ولده حسن وخلف بن علي النجار وموسى بن عبد الحسين وعلي الكيشوان واثنان من زوجاته وعبده سلطان وبعض الخدم، وذهب عن طريق بادية الشام فنزل دمشق ومرض وظل يواصل سيره ومرضه أخذ بالتزايد حتى توفي، ثم تولى تلميذه كاظم بن قاسم الرَّشتي المرجعية الدينية لأتباعه ومقلديه، انطلاقا من موقعه بمدينة كربلاء التي برز واشتهر فيها هو وشيخه الأحسائي.

## مهنته وآرائه
يعد الأحسائي فقيهًا جعفريًا أصوليًا في استنباط الأحكام، فالأدلة عنده أربعة كما عند غيره من الأصوليين، وهم الكتاب والسنة والعقل والإجماع، وأصول الدين عنده خمسة مثلهم، وهم التوحيد والعدل والنبوة والإمامة والمعاد، من جملة آرائه في المعاد عود الصورة لا المادة. ترك أكثر من مئة واثنين وثلاثين مصنفًا تقيد فيها بالتعاليم الشيعية الاثنا عشرية التي أغناها بتأمله الشخصي، وله أيضًا أشعار، وقد جُمِعَ الكثير من رسائله في مجلدين ضخمين أطلق عليهما جوامع الكِلَم.

### تدريسه وتلاميذه
من أشهر تلاميذه كاظم الرشتي وحسن كوهر الحائري ومحمد بن حسين المامقاني. ردَّ على صدر الدين الشيرازي في كتابين له. ترك أكثر من مئة واثنين وثلاثين مصنفًا تقيد فيها بالتعاليم الإمامية الاثني عشرية التي أغناها بتأمله الشخصي، وله أيضًا أشعار، وقد جُمِعَ الكثير من رسائله في مجلدين ضخمين أطلق عليهما جوامع الكِلَم.

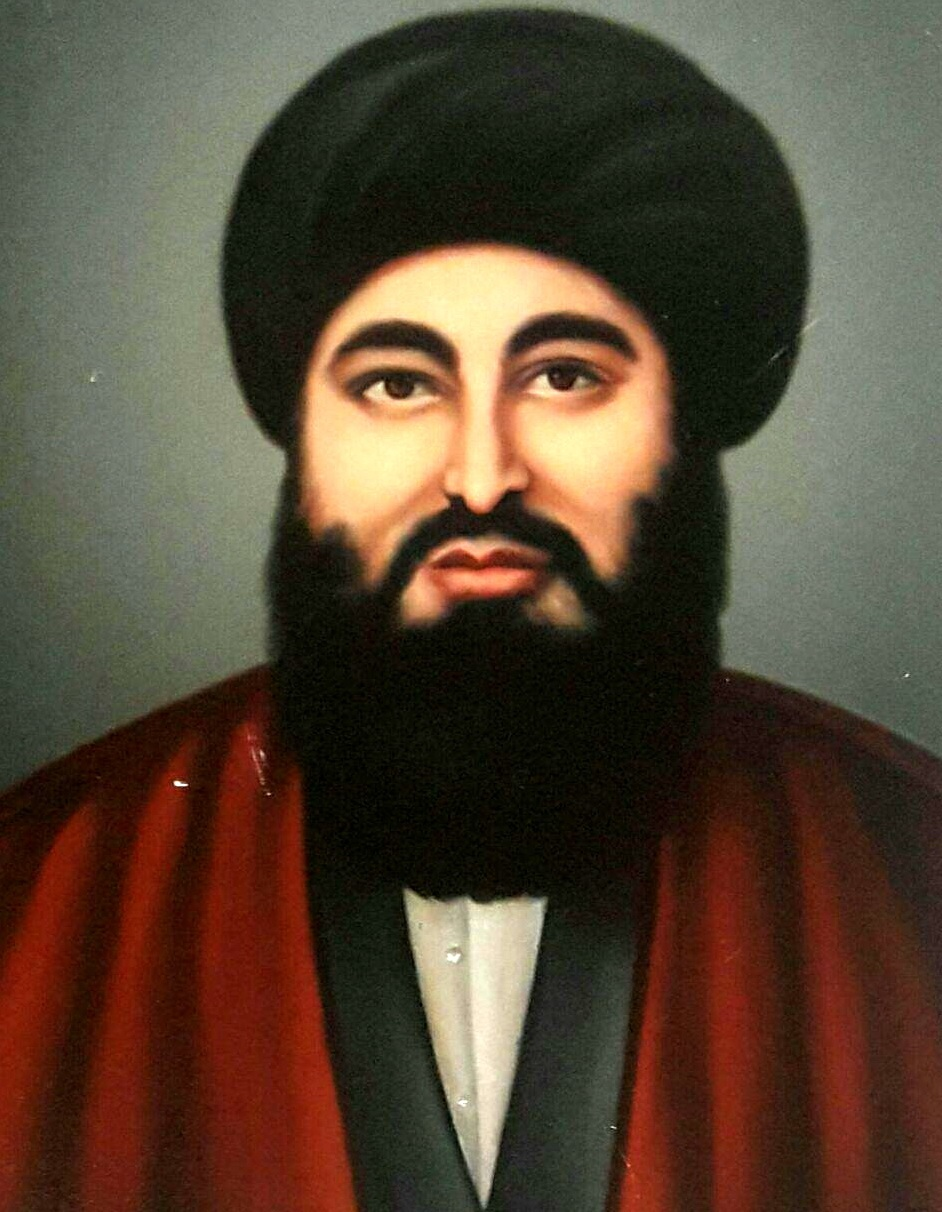
كاظم الرشتي (1793-1843) من أبرز تلاميذ أحمد الأحسائي.

تصدر الأحسائي للتدريس في المعقول والمنقول سنين طوال، وكانت له حلقات في المدن العراقية والإيرانية والبحرين، وقد تتلمذ عليه كثير من طلاب العلوم الدينية من الأحساء والعراق وإيران، وأكثر من مائة عالم مجتهد. يعد كاظم الرشتي وحسن كوهر الحائري ومحمد بن حسين المامقاني من خواص تلامذته والمقربين لديه، وهم الذين نشروا منهجه وعلومه وآثاره بعد وفاته ودافعوا عنه.
من تلامذته الإيرانيين إبراهيم بن عبد الجليل التبريزي وأبو الحسن بن محمد حسين التنكابني وأخوه أبو القاسم وأبو الحسن بن إبراهيم اليزدي وأحمد التبريزي وجعفر البرغاني وحسن كوهر الحائري وحسين بن عبد العلي الكرماني ورجب علي الطوسي وعبد الخالق بن عبد الرحيم اليزدي وعبد الرحيم القرة باغي وعبد الكريم السرابي وزين العابدين الخوانساري وعبد المطلب بن محمد حسن الأصفهاني وعبد الوهاب القزويني وعلي بن إسماعيل القزويني وعلي الأردوبادي وعلي النوري ومحمد علي البرغاني وعلي بن محمد رضا التبريزي وفاطمة بنت محمد علي البرغاني وكاظم بن علي نقي السمناني وكاظم بن قاسم الحسيني الرشتي ومحمد حسن البافقي ومحمد حمزة كلائي شريعتمدار ومحمد علي بن محمد اليزدي ومحمود نظام العلماء التبريزي، مجذوب علي شاه ومرتضى بن محمد أمين الأنصاري ومشهد بن حسين الشبستري وهادي بن مهدي السبزواري وغيرهم، ومن تلامذته من أسرته أبناؤه عبد الله وعلي نقي ومحمد تقي وابن أخيه علي بن صالح، ومن الأحسائيين والبحرانيين إبراهيم بن مهدي آل عرفات وأحمد بن محمد آل عصفور وأحمد بن صالح آل طوق وحسين بن عبد القاهر التوبلي وحسين بن علي أبو خمسين وحسين العصفور وعبد الله بن إبراهيم العيثان وعبد علي بن محمد آل عبد الجبار البحراني ومال الله بن محمد الخطي القطيفي ومحمد بن عبد علي آل عبد الجبار ومهدي بن أحمد الأحسائي، وأهم تلامذته العراقيين أسد الله الكاظمي وعبد الله شبر ومحسن الأعرجي، والمجازون منه والراوون عنه من غير تلاميذه أحمد المحسني وآمنة القزوينية وجعفر بن هادي الكاظمي وعبد علي البحراني ومحمد رضا الكرباسي ومحمد تقي النوري ومحمد تقي الحسيني ومحمد حسن النجفي.
تلامذة الأحسائي سواء الذين قرأوا عليه أو أجيزوا منه في رواية الحديث ليسوا من الشيخية جمعيًا، فقد حضر الكثيرون درسه في الفقه مثلاً، ولذلك فلا يصح اعتبار كل من أخذ عنه شيخيًا، وحتى بعض من حضر عليه في الفلسفة وأخذ عنه الحكمة والكلام لا يمكن اعتباره شيخيًا أيضًا.

### فلسفته الكلامية
انفرد الأحسائي في آرائه في الحكمة والفلسفة، وخالف عدة من فلاسفة الشيعة، وقال لا حكمة إلا حكمة أهل البيت، «فما قالوا فيها قلنا، وما دانوا إليها دنّا، فلا مدخلية للعقل، في فروع الأصول.» فحكمته منحصرة في ما جاء في القرآن، والحديث وكلمات الأئمة الاثني عشر، ويعتمد العقل كقوة الاستنباط من الآيات والأحاديث فحسب، على خلاف سائر الحكماء اعتمدوا العقل وآرائهم الخاصة، أكثر من اعتمادهم على الآيات والأحاديث. وقع خلاف الفلسفي بينه وملا صدرا.
في أبحاث محمود صبحي حول الإمامة لدى الشيعة الإثني عشرية، أن المهدي في رأي الأحسائي سيوجد بالولادة، وليس شخصًا مختفيًا عن الأنظار. وبذلك خالفَ الأحسائي أصلًا هامًا من أصول الشيعة الاثني عشرية في مهديهم المنتظر، كما أنه «فتح الباب على مصراعيه لإمكان ظهور مهديين، أو بالأحرى مدعين المهدية في نطاق التشيع الاثنى عشري بعد أن كان ذلك معتذرًا، وأخذ الشيخ يبشر أتباعه بقرب ظهور المهدي ويحثهم على ترقبه والالتفاف حول رايته إذ يقول:إياكم أن يحول بينكم وبين الإيمان به أمر من الأمور أيًّا كان عندما يبلغ مسامعكم نداؤه. وقد تابع تلميذه كاظم الرشتي التبشير بقرب ظهور المهدي، وهيأ أذهان أتباعه بتأييد أول مدع المهدية.»

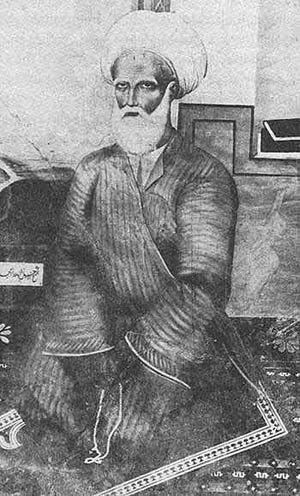
حاول الأحسائي مع عدم اعتماده لخطين المتنافسين الأصولي والإخباري بإبداع طريقة جديدة لاستنباط الحكم الشرعي، تعتمد على الكشف والإلهام.

وقد نوقشت بعض آرائه إلى حد كبير من قبل العلماء والباحثين المسلمين، خصوصًا الشيعة منهم، فيما يتعلق بآراء الأحسائي حول المعصومين والمعاد والمعراج وشق القمر، وعلى الرغم هذا، لم ينسب إليه ما يخالف مذهب الشيعة الاثنى عشرية من قبل الأعلام ومراجع الشيعة كبار. فليس بينه وبينهم خلاف في الأصول والفروع، والأحسائي عمومًا يحظى بمكانة عالية عند أعلام الشيعة من معاصريه وممن جاء بعدهم. وبالرغم من عداء وانتقادات سائر طوائف الشيعة الإثني عشرية من الأصولية والإخبارية للشيخية، فقد كان أحمد الأحسائي شديد التقديس للأئمة الاثني عشر، وأنهم في نظره «السر الباطني في الخلق مظهر الإرادة الإلهية، حلت فيهم الصفات الإلهية وتجسدت في أشخاصهم، فهم القوة المسيطرة على الكون ولولا هم لما عرفت ذات الله وما وجود الكون.» ادعى الأحسائي بأنه يشهد تجربة سلسلة من الأحلام والرؤى الضاغطة بخصوص الأئمة الاثنا عشر منذ شبابه، التي سمحت له بادعاء فهم مميز للقرآن والأحاديث. وبتأكيده الجوانب الباطنية، أقدم على معالجة مفصلة للتفسير الروحي لمعراج النبي محمد وللقيامة مقدمًا إياها على التفسير المادي. فحاول الأحسائي بإبداع طريقة جديدة لاستنباط الحكم الشرعي، تعتمد على الكشف والإلهام، مما عُدَّ في حينه هرطقة فكرية، وعدم اعتماد الخطين المتنافسين الأصولي والإخباري، والفرق بينه وبين الأخباريين أنه يؤول الكتاب والسنة تأويلًا باطنيًا.

من آرائه، يؤكد أن المعاد لا يكون جسمانيًا بالضرورة، وإن كان يحوي الطينة الأصلية التي خلق منها الإنسان، ويتم حسب رأيه بالجسد المثالي الموجود في الجسد العنصري كوجود الزجاج في الحجر. ويبيّن أن هذه الطريقة هي عينها التي عرج بها النبي محمد إلى السماء، حيث نزع عنه جسده الثقيل، وأتم رحلته بجسد لطيف آخر، قادر على مواجهة ما يطرأ عليه من تأثيرات مادية. ومن أهم ما نتج من فكرة الجسد المثالي عنده، الاعتقاد بأن الإمام الغائب المهدي بن حسن العسكري، يعيش بهذا الجسد «الهورقليائي»، وأنه يتجول فيه بكل حرية.

ومن آرائه حول المعصومين عند الشيعة، أن الله فوّض إليهم شؤون الخلق والرزق، وهم العلل الأربعة: الفاعلة، والصورية، والمادية، والغائية. وهو ما أنكره جميع العلماء الشيعة باستثناء الأخيرة، وبشكل عام، فإن القول بها يعد نوعًا من الغلو، لا يرضى به بوجه عام في الفكر الإسلامي عمومًا والشيعي خصوصًا. وجهة نظر الأحسائي مجملًا أن المعصومين فاعلون بإذن الله، مثل الوكيل والموكل.

برز الأحسائي في علوم القرآن أيضًا مثل التفسير والتأويل بسبب اهتماماته، وهناك علاقة وثيقة بين آرائه وكتاباته والقرآن. في أجوبته للمسائل الفقهية والدينية، كان يسشتهد كثيرًا بالآيات. واهتمَّ أيضًا، باستنساخ القرآن بخط يده في 732 صفحة، وزيَّنه بالإشارة إلى بعض القراءات عن طريق التنويع بين الخطين الأسود والأحمر. وله رسالة مستقلة في رسم ألفاظ القرآن يختلف رسمها عما هو متعارفٌ عليه، وأخرى في تجويد القرآن أسماها بـعجالة في بعض أسرار التجويد، وتعرّض فيها للكثير من أحكام التجويد، واستعرض وناقش بعض آراء القراء وغير ذلك.

### أشعاره
ذُكر في معجم البابطين عن شاعريته «يعكس المأثور من شعره خصائص الشعر في الموضوع الواحد المتصل بمعتقد».
عرف ديوانه باحتوائه على أثني عشر قصيدة فقط، جمعيها في الرثاء الحسين بن علي، مجموع أبياتها 1121 وقد سمّي بـالإثني عشرية أو نشيد العوالي. طبع للمرة الأولى ضمن المجلد الثاني من جوامع الكلم، ثم طبع في إيران مستقلًا بعنوان قصائد اثنا عشرية مع ترجمته إلى الفارسية لزين العابدين يوسف الحسيني التبريزي. نقله إلى الفارسية أيضًا ثلاثة مترجمين مشتركين، فطبع في إيران للمرة الثانية سنة 1973. تصدى لشرح هذا الديوان محمد جعفر القراجة داغي في 304 صفحة. وخلال أبحاث راضي ناصر السلمان تبين أن للأحسائي قصائد كثيرة أخرى، وقد عثر على أربعةٍ منها بين صفحات كشكوله وغيره، تحمل العناوين «في الإشارة إلى بعض رؤياه للإمام حسن وذكر فصائل المعصومين» و«في المعرفة ومقامات أهل البيت» و«في مدح الإمام الرضا» وفي ذم إحدى القرى التي مرَّ بها في عام 1219 هـ المسماة بالصفاوة في العراق. وراضي السلمان أدرج هذه القصائد في ديوان الأحسائي نشره سنة 2003، فيكون المجموع الكلي لقصائده 16 قصيدة، بدلًا من 12، ومجموع أبياتها 1407 بيتًا بدلًا من 1121.

## آراء حوله
حظيت شخصيته باختلافات حولها بين مؤيد ومناوئ في المحيط الفلسفي والكلامي حول آرائه، حتى صرّح أغا بزرك الطهراني إلى هذا الأمر عندما كتب سيرته سنة 1954 في الجزء 10 من طبقات أعلام الشيعة المسمى بـالكرامُ البَرَرة في القرن الثالِث بعد العشرة وقال «اختلفت آراء العلماء والمؤلفين في المترجم بعد أن اتفقت على فساد جملة من تلامذته وتبعته لإنكارهم بعض الضروريات ولسنا الآن بصدد المناقشة بعد أن تقابل الفريقان في الردود فوضح الحق، وذهب الباطل جفاءًا، ولم يبق من يجب علينا الإشارة إليه، والتنبيه عليه...». وأشار أيضًا محمد حسين كاشف الغطاء في بعض آثاره حول هذا الخلافات، في أثره العبقات العنبرية في طبقات الجعفرية والآيات البيّنات في قمع البدع والضلالات فأوضح «لما انتشرت كتبه ورسائله بعد حياته اختلف الناس فيه بين غالٍ وقالٍ، بين من يقول بركنيته، وبين من يقول بكفره، والتوسط خير الأمور، والحق أنه رجل من أكابر علماء الإمامية وعرفائهم، وكان على غاية من الورع والزهد والاجتهاد في العبادة كما سمعناه ممن نثق به...».

بالرغم من هذه الخلافات، اتفق العلماء الشيعة على علمه وتضلعه وإن اختلفوا في آرائه. فهناك كثير من علماء المسلمين الإثني عشريين ذكروه ومدحوه واهتموا بكتابة سيرته بأسلوبهم الخاص في الأدب، واعتبروه من أعلام الشيعة البارزين. منهم العلماء الذين أجازوه، أمثال جعفر بن خضر النجفي ومحمد مهدي الشهرستاني ومهدي بحر العلوم وحسين آل عصفور البحراني وعلي الطباطبائي وعبد الله بن معتوق القطيفي في نصوص أجازاتهم له. قد اهتم تلميذه كاظم الرشتي بسيرته واختص كتابه  دليل المتحيرين وإرشاد المسترشدين بحياة الأحسائي وآرائه.

من المؤلفين محمد باقر الخوانساري كتب ترجمته في أثره الشهير روضات الجنات في أحوال العلماء والسادات وقد أطنب في مدحه والثناء عليه والدفاع عن أفكاره، وعباس القمي في فوائد الرضوية في تراجم علماء الجعفرية الذي ذكر إنكار الإحسائي للصوفية في وقته وزار قبره في المدينة وعبد الحسين الأميني في شهداء الفضيلة ومحمد علي البحراني التاجر في أنوار البدرين ومطلع النيرين في تراجم علماء القطيف والأحساء والبحرين وهادي السبزواري الذي حضر درسه في أصفهان مدة، وعبد الله نعمة في فلاسفة الشيعة ومحمد حسين الطباطبائي في الشيعة في الإسلام وحسين العصفور، محمد الأخباري ومحمد علي اللكنوي الكشميري وعبد الله بن معتوق القطيفي، وعلي بن موسى التبريزي، وغيرهم كثير. وصفه الزركلي في الأعلام «متفلسف إمامي» وقال «هو مؤسس مذهب الكشفية نسبة إلى الكشف والإلهام وكان يدعيهما وتبعه أتباع ربما قيل لهم الشيخية أيضا، نسبة إلى الشيخ أحمد صاحب الترجمة. ولهم شطحات وزندقات. وهو مع ذلك كان شديد الإنكار على المتصوفة...».

### منتقدوه ومعارضوه

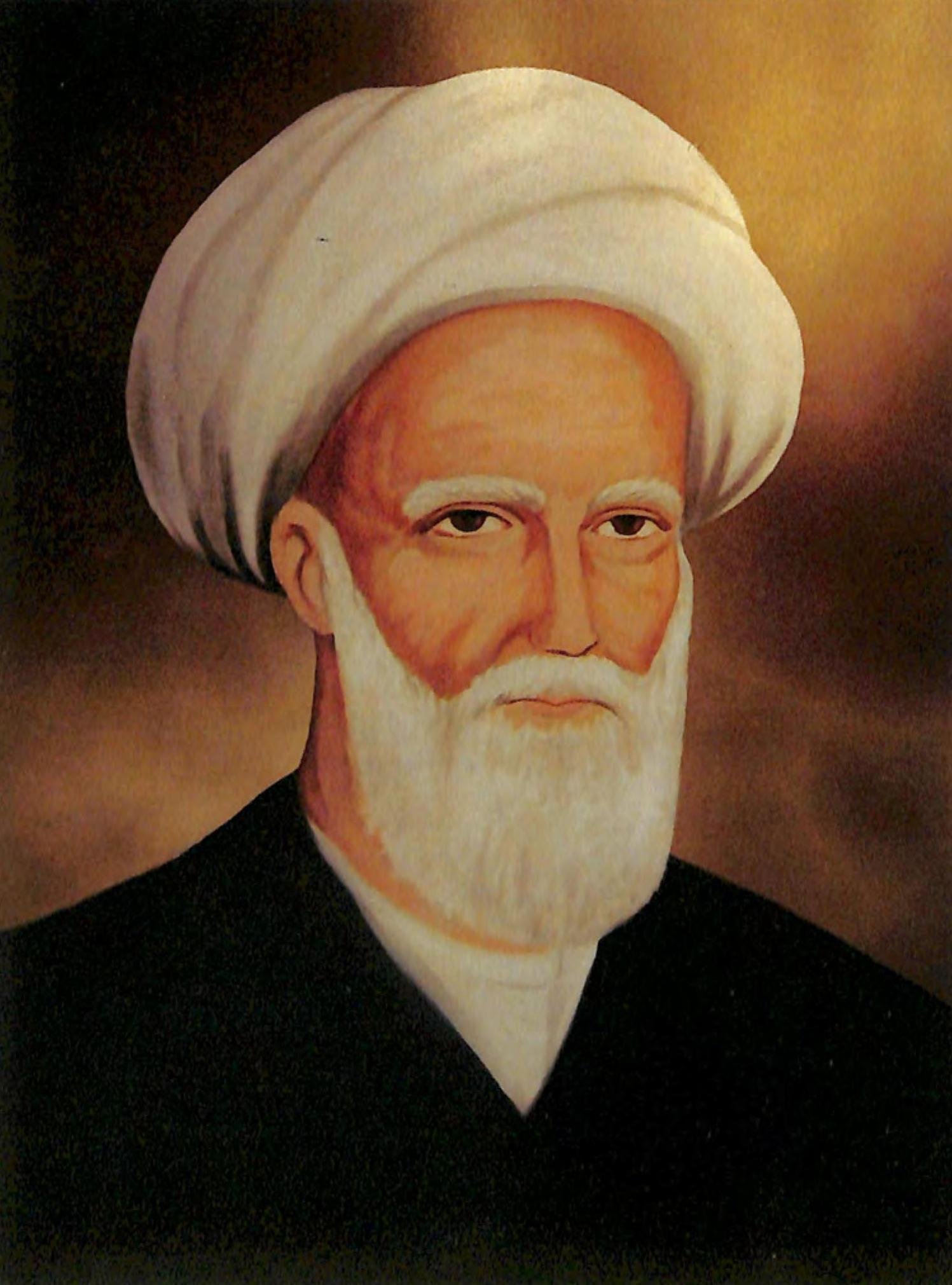
واجه الأحسائي بالتكفير في حياته وبعد وفاته بسبب آرائه، وتأثرت سيرته باختلاف العلماء حوله، وقد اختلف فيه اختلافًا عظيمًا، منهم من بالغ في مدحه والثناء عليه حتى اعتبره مجددًا ومنهم من أفرط حتى قام بتكفيره.

لقد واجه الأحسائي بالتكفير خلال حياته وبعد وفاته، واتهموا بالغلو، بسبب بعض آرائه فالخلاف بينه وبين سائر العلماء الجعفرية في أمرين رئيسيين، منهجه في الحكمة الإسلامية وتفاسيره في العقائد. وقد اختلف فيه اختلافًا عظيمًا، منهم من بالغ في مدحه والثناء عليه حتى اعتبره مجددًا ومنهم من أفرط حتى قام بتكفيره. يظن الكثيرون بأنه كان أخباريًا ويصنفونه في مقابل الأصوليين، على رغم أنه كان أصوليًا ولم يكن أخباريًا، ويتهمه البعض بأنه كان من الحلولية. يشمل منتقدوه المعتدلون محمد إسماعيل السميع الأصفهاني، من أشهر منتقديه في القرن العشرين، هو محمد الخالصي حيث أعلن في كتابه نشره في 1948 بعنوان خرافات الشيخية وكفريات إرشاد العوام أو دسائس قساوسة في إيران، أن الأحسائي هو أصلًا أحد قسيسي الغرب. وكتب الخالصي كتاب آخر بعنوان الشيخية والبابية أو المفاسد العالمية في 1951. وهناك بعض كُتّاب من أهل السنّة يوافقون الخالصي في رأيه باعتبار الأحسائي قسًا غربيًا أرسل من إندونيسيا إلى الشرق حسب «خطة مرسومة لإفساد العقيدة الإسلامية» ويعتبرونه «ممهدًا للبهائية» ويرفضون سيرته وأصله العربي ويعدونه قسًا. منهم عبد المنعم النمر كرر ما قاله الخالصي في إنكار أصل عربي لأحمد بن زين الدين.

كتب محمد رضا الهمداني في الردِّ على الشيخيَّة والأحسائي بالعربيَّة أثره هدية النملة إلى مرجع الملة وقد طُبع بترجمته الفارسيَّة سطراً بسطر في 1892، ولم يكن هذا الكتاب أوَّل كتابٍ في الرد على الشيخيَّة تحديدًا، ولكنَّه أشهرها، وكُتب في ردِّ هذه الرسالة وتأييدها العديد من الكتب والرسائل بالعربيَّة والفارسيَّة. واصل الهمداني انتقاداته للشيخية وألف المكواة المكية على خراطيم الخانية وقد ألف هذا الكتاب رداً على هداية المسترشد لمحمد خان الكرماني والذي كتبه الكرماني في 1894 رداً على كتاب هدية النملة للهمداني.

استمر في القرون والعقود التالية كتابة الردود وانتقادات ومعارضات في البيئة الأصولية للشيخية، لا سيما ارتبط الشيخية بالديانتين البابية والبهائية على حد تعبير الأصوليين. قال علي الطباطبائي القاضي بعد أن قرأ شرح الزيارة بأنه فيه شرك واضح.
وفي القرن الحادي والعشرين، قد صرّح حسن الخميني في يناير 2013 بأنه «لا يمكن تحليل تيار البابية إلا بمعرفة الشيخية. لأن البابية هي وليدة الأفكار التي طورها الشيخ أحمد الأحسائي». في 2003، نشر عبد الرسول الإحقاقي كتابا بعنوان التحقيق في مدرسة الأوحد جمع فيه آراء 70 شخصًا بارزًا حول الأحسائي بهدف إيضاح. انتقد جعفر المهاجر الأحسائي موجزًا في كتابه أسامي الشيعة وما فيها من خفايا تاريخهم نشره في 2015.

وهناك أيضًا ردود فعل على الشيخية وفروعها وأتباعها كـطائفة ومدرسة فكرية متنافسة دون ذكر اسم الأحمد الأحسائي أو تكفيره تحديدًا، بناءً على تمييز بين آراءه وآراء تلاميذه، مثل محسن آل عصفور الذي يعتقد بأنه «الانحراف الذي نشأ من بعده على يد بعض تلامذته وتسلسل نشأة بعض الأفكار التي حسبت على الشيخ وهو لا علاقة له بها لأنها حدثت بعد وفاته وبتأويل بعض عباراته تأويلاً لا علاقة لقائله به وما إلى ذلك من الأمور..».

علماء مسلمون من غير الشيعة أو من الشيعة غير الشيخية، لم يفردوا به فاعتادوا أن يخلطون سيرته وآرائه مع البابية والبهائية، والتعميم أبحاثهم حولهما على الشيخية وعميد مدرستها، أحمد الأحسائي.

#### تكفيره
من معارضيه تلميذه محمد تقي البرغاني وهو أول من قام بتكفيره. منها انتشر إلى سائر البلدان في فارس والعراق. في بعض الكتب ذكر أن بعض العلماء ردوا عليه وكفّروه دون تحديد أسمائهم. يذكر في بعض مصادر أن غير البرغاني ومهدي بن علي الطباطبائي، كفّره كل من محمد جعفر الأسترآبادي المشهور بشريعة مدار، وأغا الدربندي، وشريف العلماء المازندراني، وإبراهيم القزويني، ومحمد حسن النجفي، ومحمد حسين بن محمد رحيم الأصفهاني وغيرهم، من تلاميذه أو فقهاء عصره.

في رأي محمد جميل حمود العاملي «كفروا الإحسائي لمجرد أنهم لم يفهموا كلامه على حقيقته ولم يتدبروا مقاله من جميع أطرافه.» وقال في 16 نوفمبر 2014 «من يهاجم اليوم الأحسائي ويكفرونه يسكتون عن الخميني والخامنئي ومحمد حسين فضل الله المعروفين بإنكارهم لكثيرٍ من الضروريات الدينية وتبنيهم للكثير من مقامات أئمة الهدى سلام الله عليهم وقلبهم الحلال إلى حرام والحرام إلى حلال بمقتضى ولاية الفقيه المطلقة الداعية إلى المصلحة السلوكية التي تبرر سلوك طريق الحرام للمصلحة الإسلامية كما هو معروف في طرق استنباطهم للأحكام من طريق القياس والإستحسان والمصالح المرسلة».

## تراثه وتأثيره

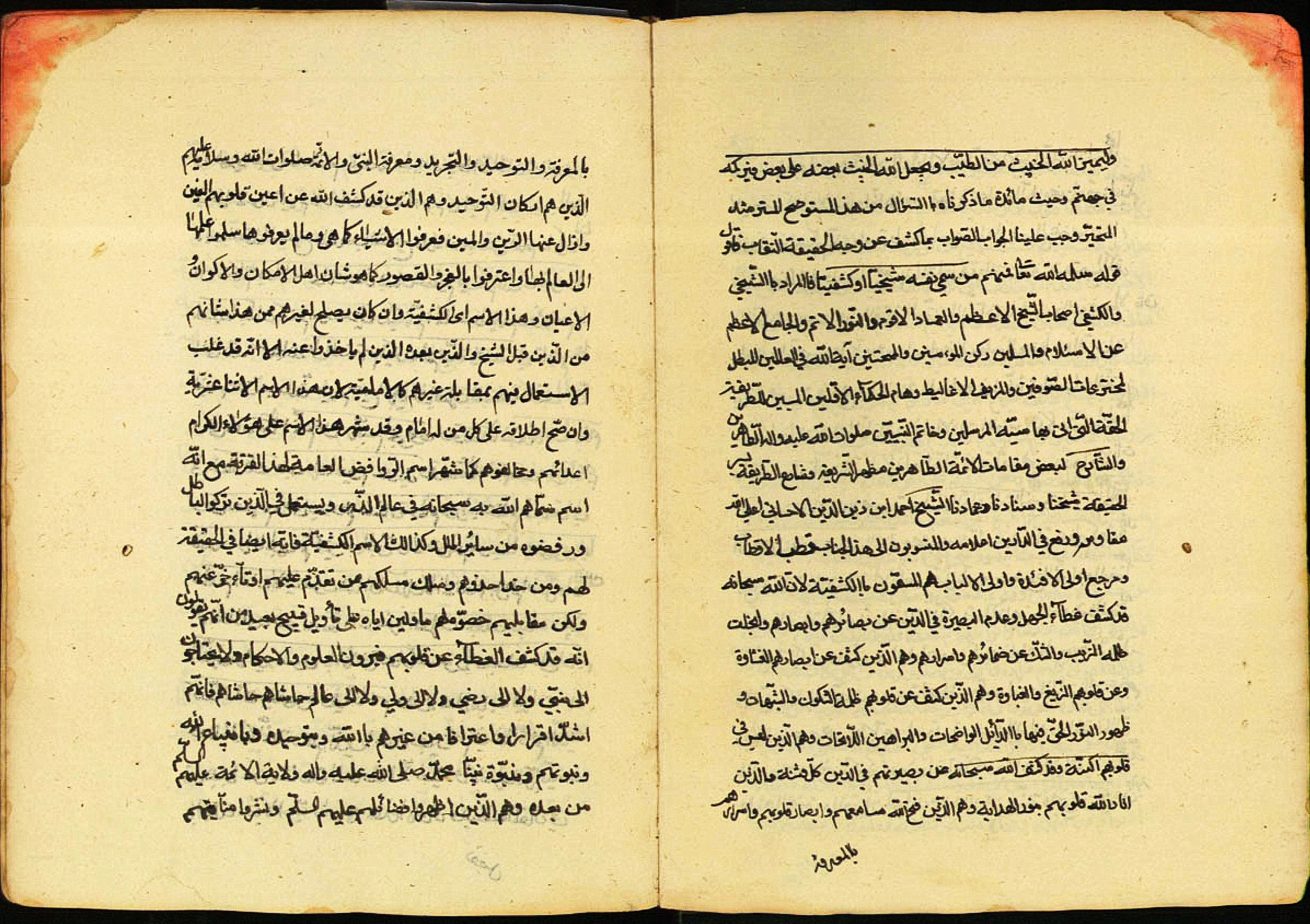
صفحتان من مخطوطة دليل المتحيرين لكاظم الرشتي، يذكر فيه سبب تسميتهم بالشيخية وشهرتهم بالكشفية.

استطاع الأحسائي أن يبرز اسمه كشخصية فلسفية إسلامية في علم الكلام وهو صاحب مدرسة ومنهج خاص وقد صاغ معالمه بآثاره وتدريسه، وأكمله تلاميذه من بعده، خصوصًا تلاميذه الإيرانيون المقيمون في كربلاء، حتى عرفوا بالشيخية، نسبة إليه، ومن أهم أعلام مدرسته بعد وفاته هم كاظم الرشتي وحسن كوهر ومحمد بن حسين المامقاني. ومن هذا المنطلق، تم التباس بين آرائه الخاصة وآراء أتباعه ومريديه. ما كان هدف الأحسائي تأسيس فرقة جديدة أو الدعوة إلى مذهب الجديد، ولكن الجدال الذي بلغ أوجه بينه ومعارضيه واستمر بعد وفاته بين أنصاره ومعارضيه أدى إلى تحيز جمع من العلماء إلى جانب الأحسائي والدفاع عنه، ثم تحول هولاء بشكل تدريجي إلى جماعة مستقلة منسوبة إليه تتبنى أفكاره وتنشر كتبه وتدعو إلى خطه، وعرفوا حينها باسم الشيخية. فالأحسائي، يسمي تحديدًا بأنه «عميد المدرسة» للشيخية بدلًا عن مؤسس «الفرقة الدينية»، لأنه لم يقصد نفسه تأسيس مدرسة فكرية أو طائفة دينية، وبعد الصراع المذكور في كربلاء لم يمض وقت طويل ليموت في طريقه إلى المدينة المنورة، لكن تلميذه كاظم الرشتي، تبع الصراع بعد وفاة الأحسائي بتأليف عدة كتب وتدريب العديد من الطلاب وقد وضع العديد من أسس المذهب الشيخي، وبعد ذلك انقسم الشيخيون إلى عدة فروع وكل فرع بناءً على ما رآه تلميذ الأحسائي نفسه أو تلميذ الرشتي من آرائه.

حقق من الشهرة والتأثير الواسع في أتباعه تصل إلى التقديس أحيانًا. وفي الجانب المحلي، يعد أحمد زين الدين أحد رموز الأحساء ومن أعلامها المهاجرين، ومن أشهر شخصياتها في تاريخها، وأكثرهم مثيرة للجدل، وهناك أماكن سميت باسمه أو باسم أسلافه في مسقط رأسه.

عُقد المؤتمر الأول حوله في سنة 1432 هـ/ 2011 م في أيام 28 و29 و30 جمادى الآخرة/ 31 مايو و1 و2 يونيو في الحسينية الجعفرية العامرة في الكويت، تحت عنوان «المؤتمر الأول للعلامة الشيخ أحمد بن زين الدين الأحسائي، سيرة وعطاء» وقد شارك فيه عدد من العلماء الأحسائيين والكويتيين والعراقيين منهم محمد رضا السلمان، وهاشم محمد الشخص، وحسين أبو خمسين، وحسام بن سعيد آل سلاط، وعبد الجليل الأمير، وعبد المنعم العمراني، وحسين المطوع وحسن الشيخ، ومعيد الحيدري، حسن فيوضات، وعلي الكوراني ومنير الخباز. وقد عُرِضت فيه مجموعة من المخطوطات بخط الأحسائي نفسه. وهناك مركز تراثي وثائقي باسمه في مسقط رأسه الذي أسس بجهود فردية، وقد تحول إلى مركز خاص للوثائق الإحسائية الإسلامية شاملًا.

## حياته الشخصية
له ثمان زوجات، الأولى مريم بنت خميس من قرية القرين، أنجبت له ثلاثة عشر مولودًا، تسعة ذكور وأربع أناث، فالذكور هم محمد تقي، وعلي نقي، وعبد الله، وحسين، وجعفر، وحسين الثاني، ومحمد صالح، ومحمد حسين، وعيسى، والإناث فاطمة ورقية ومكية وحجية. زوجته الثانية اسمها آمنه بنت سيد أحمد، وأنجبت له عشرة أولاد ستة ذكور وأربع إناث، فالذكور هم حسين، وحسين الثاني، وإبراهيم، وباقر، وباقر الثاني، وصالح. والإناث مريم ورحيمة ومريم الثانية، وفاطمة. ومن زوجة اسمها أم كلثوم بنت الشيخ علي الصائغ، أنجبت له ولدًا واحدًا سمّي حسن. وزوجة اسمها رحيمة أنجبت له ولدًا سُمي حسن أيضًا. وزوجة اسمها آمنة أنجبت له بنتًا سميّت رحمية. وزوجة اسمها رقية بنت عبد الحسين، أنجبت له ولدًا سمّي محمد جعفر، وبنتًا سميت لطيفة. وزوجة اسمها فاطمة كانت من يزد، أنجبت له بنتًا سميت زائرة. أما زوجته الأخيرة فهي مريم بنت حسن آل خويتم.

مِن زوجاته مَن توفيتْ في حياته، وطلق بعضهن، وقد ترك بعد وفاته ثلاث زوجات هنّ مريم بنت خميس، مريم بنت حسن ورقية بنت عبد الحسين، وكان مجموع أولاده تسعة وعشرين، توفي أكثرهم عند الطفولة، وبعضهم في سن المراهقة أو عند البلوغ. وذريته من الذكور محمد تقي وعلي نقي وحسن وعبد الله، ومن الإناث فاطمة وحجية وفاطمة ثانية. ذكر محمد باقر الشخص في كتابه أعلام هجر في 1996، أن أحفاده موجودون في المطيرفي والقُرين بالأحساء، و«لعل له ذرية في إيران أيضًا لكن لم نسمع بهم.» قال أبو القاسم الإبراهيمي في كتابه بالفارسية بعنوان فهرست كتب مرحوم شیخ احمد احسایی وسایر مشایخ عظام أنه التقى اثنين من عرب أهل البحرين في مشهد في منتصف القرن العشرين «لا أذكر اسميهما ولم يكونا من أهل العلم. وقد قالا: إنهما من أسباط الشيخ الأحسائي.»

شقيقه أكبر هو الفقيه صالح بن زين الدين (1755 - 1825 م) (1168 - 1240 هـ) التقى بأحمد في قزوين وكان معارضًا له في بعض تفاسيره وقد عرف صالح بوقوفه مع العلماء الأصوليين. ومن أبنائه، هما محمد تقي (1776 - 1859 م) (1190 - 1275 هـ) وعلي نقي (؟ - 1831 م/ 1246 هـ). فمحمد تقي هو إبنه الأكبر وكان بصحبه في أسفاره وسكن مع والده في القزوين سنة 1807 وواصل دروسه في الحكمة والفلسفة والأصول بها وتوفي فيها. وعلي نقي ثاني أبنائه ولم يعمِّر طويلاً بعد وفاة والده إذ توفي في 23 ذي الحجَّة 1246 / 3 يونيو 1831 في كرمانشاه.

## مرضه ووفاته
عزم أحمد الأحسائي على السفر إلى الحجاز للحج في سنة 1241 هـ/ 1826، وكان معه من أولاده حسن. وبصحبته بعض تلاميذه مثل خلف بن علي النجار وموسى بن عبد الحسين، وعلي الكيشوان، وغيرهم. وقد ذهب من بغداد إلى الشام، وسلك طريق الحج الشامي، وفي أثناء الطريق عرضه عارض، يقال مرض الإسهال، فاعتل مزاجه وكان يزداد توعكه ومرضه. ولما قارب المدينة المنورة بإيالة الحجاز العثمانية، وعلى بعد منزلين منها، توفي في منطقة يقال لها هَدِيَّة في غرب خيبر في يوم 22 ذو القعدة 1241/ 27 يونيو 1826. ونقل جثمانه إلى المدينة ودفن في البقيع خلف القبة الخضراء في الطرف الجنوبي، تحت ميزاب المحراب مقابل بيت الأحزان. وكان عمره 75 عامًا. وكان شاهد قبره معروفًا حتى سنة 1345 هـ/ 1925 م، سنة هدم قباب البقيع. نعاه عدد من الشعراء بعدة قصائد. زار عباس القمي قبره ورأى عليه لوحًا مكتوبًا عليه هذين البيتين:

## مؤلفاته

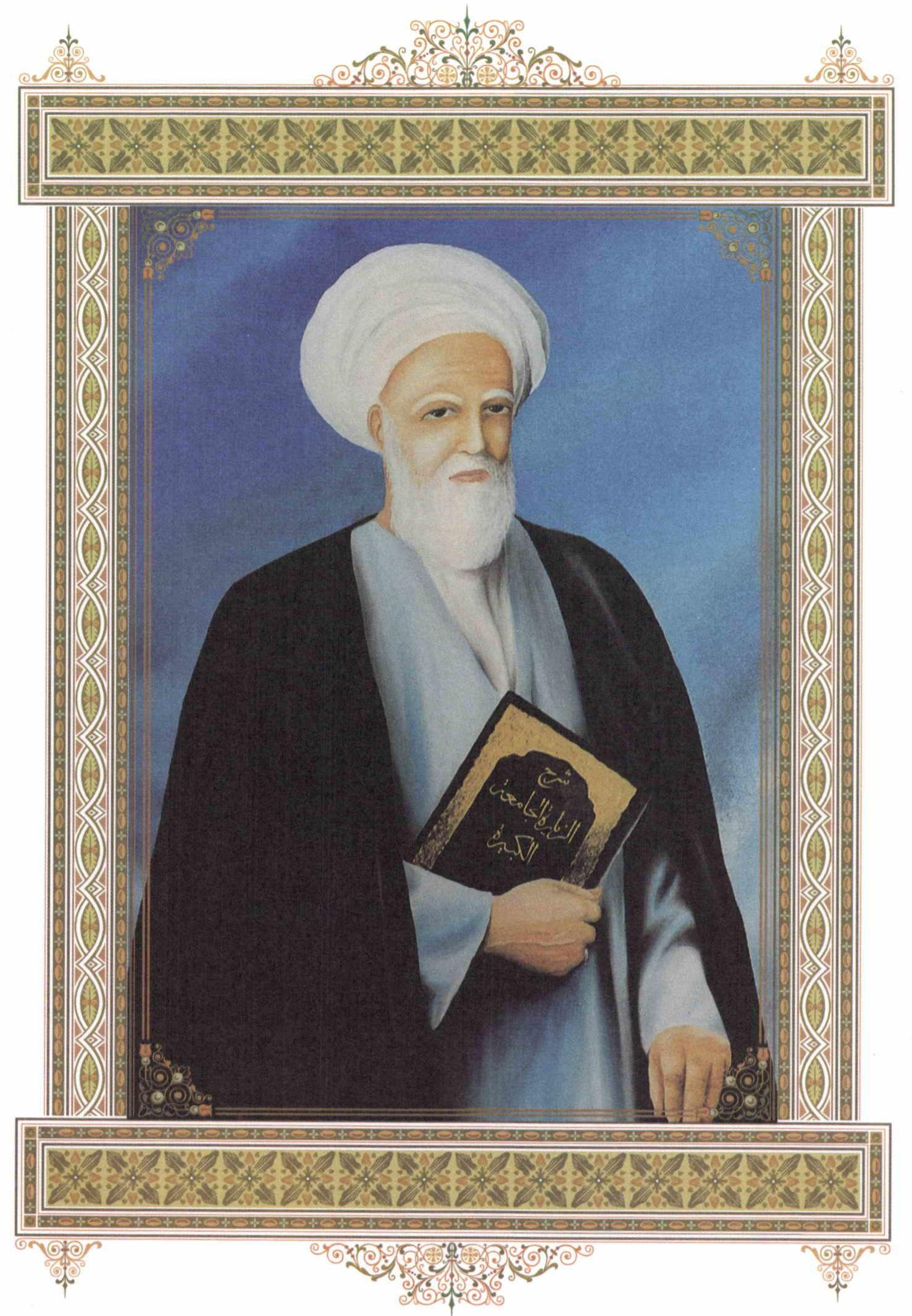
لوحة فنية تظهر فيه الأحسائي وهو يحمل إحدى أشهر أعماله، شرح الزيارة الجامعة الكبيرة.

عرف واشتهر أحمد الأحسائي بكثرة مؤلفاته، وكتاباته تمتاز بالتنوع والموسوعية. لقد كتب في الأدب بفروعه من نحو وصرف وبلاغة وعروض، كما كتب في المنطق وفي الرياضيات من حساب وهندسة وهيئة وفلك، وفي الفقه والأصول والتفسير والحديث، والأخلاق والتاريخ، والحكمة الإلهية والفلسفة، والكلام والعقائد، والموسيقى والطب، والعلوم الغريبة كالرمل والجعفر وغيرها، منها المطول والمختصر، ومنها المتن والشرح والسؤال وجواب. اختلف الباحثون في عدد مؤلفاته، بسبب الضياع والتلف. وصف محمد رمضان أسماء مؤلفاته في أرجوزته المسماة إشراقة شمس. قام رياض طاهر بفهرسة تصانيفه وقد بلغت 104 مؤلفًا بالعربية والفارسية. له أيضًا ديوان شعر.

أبرز مؤلفاته مرتبة على حروف الهجاء:
- الاجتهاد والتقليد، رسالة مختصرة
- أحكام الكفار
- أسرار الصلاة
- الإصفهانية
- أصول الدين، بالفارسية
- الإيمان والكفر
- تجويد القرآن
- تفسير جوامع الكلم الإلهية، في الأخلاق
- تفسير سورة التوحيد، رسالة مبسوطة
- تفسير سورة الدهر ومسائل أخرى
- الجنة والنار وتفاصيل أحكامها
- الحاشية على شرح العرشية
- حجية الإجماع
- حقيقة الرؤيا وأقسامها
- حياة النفس في حضرة القدس أو حياة اليقين في أصول الدين
- الحيدرية في الفروع الفقهية
- خمس خطب
- ديوان الإثني عشرية أو نشيد العوالي، ديوان شعر صغير، يحتوي على اثنتي عشرة قصيدة في رثاء الحسين بن علي بن أبي طالب، تزيد أبياتها على ألف بيت.
- رسائل في السير والسلوك إلى الله تعالى
- الرسالة الحملية في أحكام التقية
- شرح الزيارة الجامعة الكبيرة
- صراط اليقين في شرح تبصرة المتعلمين
- العصمة
- الفقر
- فوائد جليلة من أمهات المعارف الإلهية
- الفوائد الحكمية الإثني عشرية
- المعراج والمعاد
- معرفة النفس
- وسائل الهمم العليا في جواب مسائل الرؤيا

### فهرس المراجع
- "الشيخ أحمد الأحسائي". awhad.com. مؤرشف من الأصل في 09/10/2020. {{استشهاد ويب}}: تحقق من التاريخ في: |تاريخ أرشيف= (مساعدة)
- AḤSĀʾĪ, SHAIKH AḤMAD – Encyclopaedia Iranica نسخة محفوظة 26 مايو 2020 على موقع واي باك مشين.
- "احسایی، شیخ احمد | دائرةالمعارف بزرگ اسلامی | مرکز دائرةالمعارف بزرگ اسلامی". www.cgie.org.ir. مؤرشف من الأصل في 21/10/2020. {{استشهاد ويب}}: تحقق من التاريخ في: |تاريخ أرشيف= (مساعدة)
- راضي ناصر السلمان (2006). شخصيات من بلادي الحبيبة، العدد الأول (ط. الأولى). الأحساء، السعودية: مؤسسة فكر الأوحد. ص. 5-16. ISBN:9960499596.
- محمد صادق الكرباسي (2003). معجم الشّعراء النّاظمين في الحسين (ط. الأولى). لبنان: دار الكتب العلمية. ج. المجلد الثالث. ص. 77-84.
- جورج طرابيشي (2006). معجم الفلاسفة. بيروت، لبنان: دار الطليعة للطباعة والنشر. ص. 44. ISBN:9789953456379.
- خير الدين الزركلي (2002). الأعلام (ط. الخامسة عشرة). بيروت،‌ لبنان: دار العلم للملايين. ج. المجلد الأول. ص. 129.
- أحمد عبد الهادي المحمد صالح (2006). أعلام مدرسة الشيخ الأوحد في القرن الثالث عشر الهجري. بيروت، لبنان: دار المحجة البيضاء للطباعة والنشر والتوزيع. ص. 13–88.
- هاشم محمد الشخص (1996). أعلام هجر من الماضين والمعاصرين. قُم، إيران: مؤسسة أم القرى للتحقيق والنشر. ج. الأول. ص. 144–297.
- حسن الحائري الإحقاقي (2004). الدين بين السائل والمجيب (ط. الثانية). الكويت-بيروت: مكتبة الإمام الصادق العامة. ج. المجلد الأول. ص. 107-125.
- جعفر سبحاني (2006). المذاهب الإسلامية (ط. الثانية). قم، إيران: مؤسسة الإمام صادق. ص. 351-357.
- عبد الرسول زين الدين (2008). الشيح أحمد الأحسائي، مجدد الحكمة الإسلامية (ط. الأولى). بيروت، لبنان: مؤسسة التاريخ الإسلامي. ج. الأول. ص. 107-138.
- حسن الشيخ (2007). آخر الفلاسفة، رؤية عصرية جديدة في فكر الشيخ أحمد الأحسائي (ط. الثانية). بيروت، لبنان: مؤسسة الفكر الإسلامي. ج. الأول. ص. 19-25.
- محمد صادق الكرباسي (2003). معجم الشّعراء النّاظمين في الحسين (ط. الأولى). لبنان: دار الكتب العلمية. ج. المجلد الثالث. ص. 77-84.
- محمد علي التاجر (2009). منتظم الدرين في أعيان الأحساء والقطيف والبحرين (ط. الأولى). بيروت،‌ لبنان: مؤسسة طيبة لإحياء التراث. ج. المجلد الأول. ص. 194-199.
- نور الدين مختار الخادمي (2004). موسوعة أعلام العلماء والأدباء العرب والمسلمين (ط. الأولى). بيروت،‌ لبنان: دار جيل. ج. المجلد الأول. ص. 309-310.
- عادل نويهض (1988). معجم المفسرين من صدر الإسلام حتى العصر الحاضر (ط. الثالثة). بيروت،‌ لبنان: مؤسسة نويهض الثقافية للتأليف والترجمة والنشر. ج. المجلد الأول. ص. 38.
- عبد الله محمد نعمة (1987). فلاسفة الشيعة، حياتهم وآراؤهم (ط. الأولى). قم، إيران: دار الكتاب الإسلامي. ص. 128-131.
- عباس جاسم ناصر (2016). "فقهاء الأحساء - الشيخ أحمد بن زين الدين (1166 - 1241هـ) أنموذجاً". المجلات الأكاديمية العلمية العراقية. البصرة: مجلة آداب البصرة. ص. 185. مؤرشف من الأصل (pdf) في 7 أكتوبر 2020. اطلع عليه بتاريخ 7 أكتوبر. {{استشهاد ويب}}: تحقق من التاريخ في: |تاريخ الوصول= و|تاريخ= (مساعدة) والوسيط غير المعروف |سنة الوصول= تم تجاهله يقترح استخدام |date= (مساعدة)
- البلادي، علي. أنوار البدرين. مؤرشف من الأصل في 2019-01-08.
- الأمين، محسن. أعيان الشيعة - ج2. ص. 592. مؤرشف من الأصل في 2019-12-08.
- الطهراني، آغا بزرگ. الذريعة إلى تصانيف الشيعة - ج5. مؤرشف من الأصل في 2020-01-11.
- البغدادي، إسماعيل باشا. إيضاح المكنون - ج1. ص. 205. مؤرشف من الأصل في 2019-12-08.
- الكنتوري، إعجاز حسين. كشف الحجب والأستار عن أسماء الكتب والأسفار. مؤرشف من الأصل في 2019-12-08.

## وصلات خارجية
- في «بوابة الشعراء»
- في «معجم البابطين»
- موقع «الشيخ الأوحد»
- في موقع «بحر الأنوار»
- في موقع «مؤسسة مكتبة ومتحف ملك»
- في موقع منشورات هورقليا، جامعة كاليفورنيا (ميرسد)
- أحمد بن زين الدين الأحسائي على موقع الموسوعة البريطانية (الإنجليزية)